# Michael Klauß
Michael Klauß (Sindelfingen, 20 aprile 1987) è un calciatore tedesco, centrocampista del GSV Maichingen.

## Caratteristiche tecniche
Centrocampista offensivo, può giocare come ala su entrambe le fasce o come seconda punta.